# Arcidiecéze washingtonská
Arcidiecéze washingtonská (latinsky Archidioecesis Vashingtonensis) je římskokatolická arcidiecéze na území severoamerického města Washington, D.C. a části státu Maryland s katedrálou sv. Matěje apoštola ve Washingtonu. Jejím současným arcibiskupem je Robert Walter McElroy.

## Stručná historie
Oblast hlavního města USA původně spadala pro baltimorskou arcidiecézi, která od roku 1939 nesla jméno Arcidiecéze baltimorsko-washingtonská. V roce 1947 byla dvě arcibiskupství oddělena, arcidiecéze washingtonská však byla sufragánní k Baltimoru. Metropolitní diecézí se stala v roce 1974.

## Církevní provincie

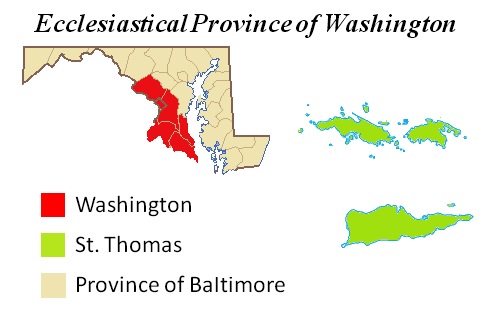
Mapa církevní provincie washingtonské

Jde o metropolitní arcidiecézi, jíž je podřízeno jediné biskupství, Diecéze Saint Thomas.